# کامپانها
کامپانها (به پرتغالی: Campanha) یک شهرداری در برزیل است که در میناز ژرایس واقع شده‌است. کامپانها ۱۶٬۷۶۲ نفر جمعیت دارد.